# Rothau
Rothau ist eine französische Gemeinde mit 1491 Einwohnern (Stand 1. Januar 2021) im Département Bas-Rhin in der Region Grand Est (bis 2015 Elsass). Sie gehört zum Arrondissement Molsheim und zum Kanton Mutzig.

## Geografie
Die Gemeinde Rothau liegt im Breuschtal in den Vogesen, etwa zehn Kilometer nordwestlich von Sélestat. Zusammen mit den Gemeinden La Broque, Barembach und Schirmeck bildet Rothau ein geschlossenes Siedlungsgebiet.
Nachbargemeinden von Rothau sind La Broque und Schirmeck im Norden, Barembach im Nordosten, Natzwiller und Wildersbach im Südwesten sowie Solbach im Süden.

## Bevölkerungsentwicklung
| Jahr      | 1962 | 1968 | 1975 | 1982 | 1990 | 1999 | 2006 | 2013 |
| Einwohner | 1875 | 1886 | 1780 | 1596 | 1583 | 1557 | 1572 | 1575 |

## Verkehr
Rothau hat einen Bahnhof an der Bahnstrecke Strasbourg–Saint-Dié. Von Straßburg kommend, nahmen die Reichseisenbahnen in Elsaß-Lothringen hier am 15. Oktober 1877 den Betrieb auf. Heute wird der Bahnhof im Regionalverkehr durch Züge des TER Grand Est bedient.

## Sehenswürdigkeiten

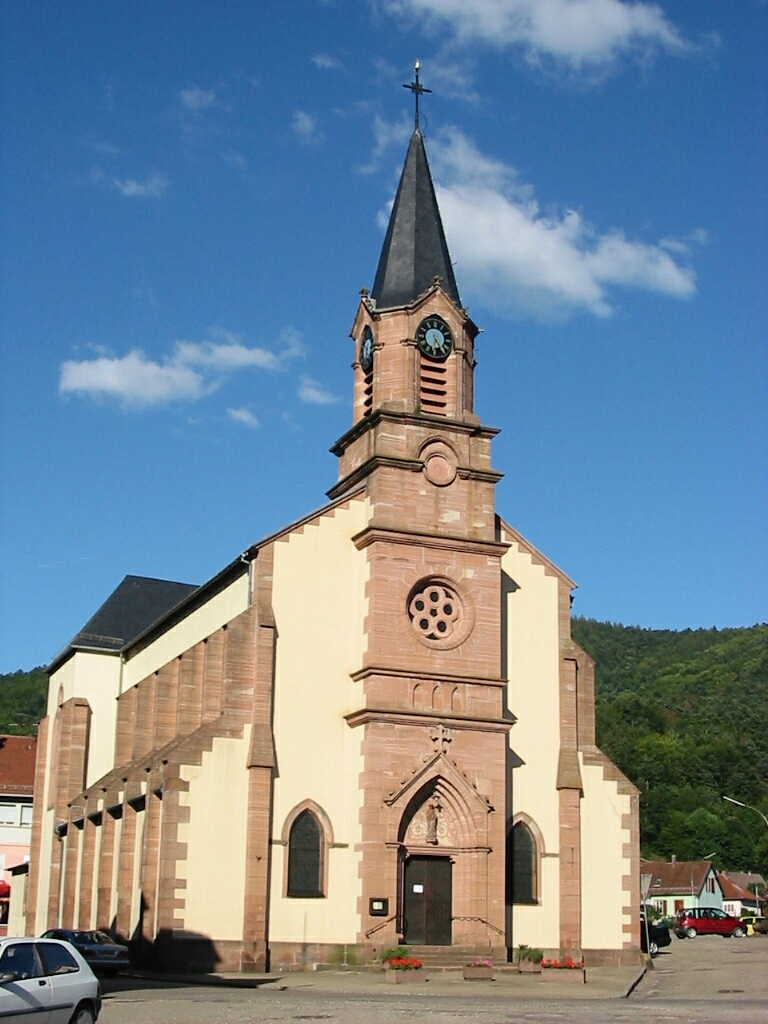
Katholische Kirche St. Nikolaus
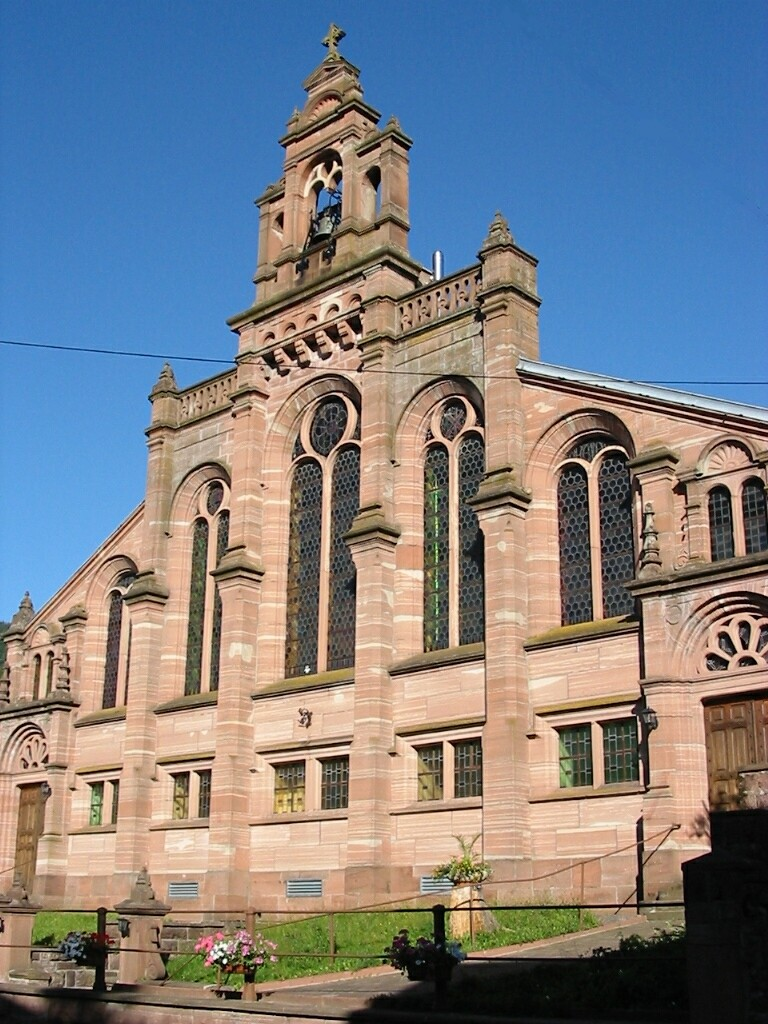
Evangelische Kirche
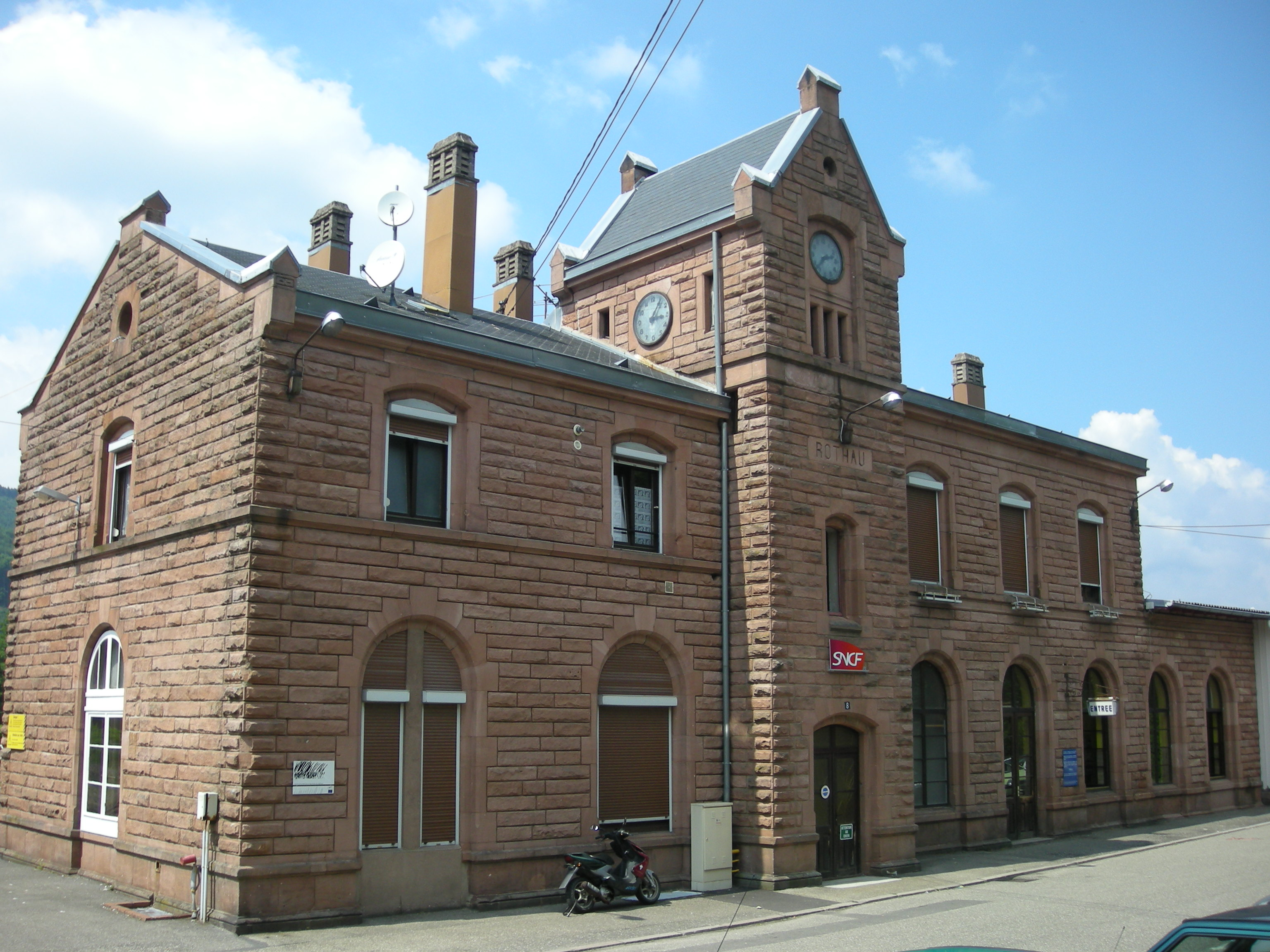
Bahnhof Rothau

- Katholische Kirche St. Nikolaus
- Evangelische Kirche
- Bahnhof Rothau

## Persönlichkeiten
- Gustave Brion (1824–1877), Maler des Realismus